# Атанас Железчев
Атанас Иванов Железчев е български политик от БЗНС.

## Биография
Роден е на 28 юни 1938 г. в ямболското село Воденичане. През 1956 г. завършва средно икономическо образование, а през 1963 г. и Юридическия факултет на Софийския университет. Между 1964 и 1979 г. работи като юрисконсулт. В периода 1980 – 1994 г. е адвокат. Бил е заместник-председател на XXXVII НС. Член на УС на БЗНС. През 2001 г. се кандидатира за вицепрезидент с президент Богомил Бонев. През 2007 г. става председател на партия Ред, законност и справедливост.